# Parti de la justice et du développement (Turquie)
Pour les articles homonymes, voir Parti de la justice (Turquie), AKP et Parti de la justice et du développement.
Le Parti de la justice et du développement, AK PARTİ ou AKP (en turc : Adalet ve Kalkınma Partisi) est un parti islamo-conservateur,, au pouvoir en Turquie depuis 2002. Recep Tayyip Erdoğan en est le président général depuis le 21 mai 2017, désigné lors d'un congrès extraordinaire à Ankara. Il succède à Binali Yıldırım.
Son nom est souvent abrégé en « AK Parti », ce qui signifie « Parti clair ». Fondé le 14 août 2001, il est issu du Parti de la vertu (Fazilet Partisi), de Necmettin Erbakan. À partir des élections législatives de 2002, l'AKP domine la scène politique turque, et s'impose comme la première force électorale à tous les scrutins nationaux durant deux décennies. Il subit sa première défaite lors des élections municipales de mars 2024.

## Idéologie
La stratégie électorale du parti vise initialement à séduire les nombreux petits patrons anatoliens, conservateurs et sensibles à la religion, favorables au « moins d’État » et à la baisse de la fiscalité. L'AKP réaffirme son respect pour les principes de laïcité, mais au nom de la liberté religieuse favorisera la construction de mosquées, l'éducation religieuse et le port du voile.
Alors que la Turquie est depuis les années 1990 en crise économique, Erdogan promet une « prospérité pour tous » en s'inspirant des recommandations du Fonds monétaire international (FMI). Il annonce ainsi un programme massif de privatisations et une baisse du nombre de fonctionnaires. À la petite bourgeoisie anatolienne, il garantit une « administration moins rigide », des baisses d'impôts et de « nouveaux marchés » dans les pays voisins.
Le parti propage un discours conservateur sur les questions sociales, rejetant la contraception et l'avortement, et encourageant les femmes à tenir leur « rôle de mère ». Le parti est également hostile à l'homosexualité. De nombreux responsables de l'AKP tiennent occasionnellement un discours antisémite, attribuant notamment aux Juifs les difficultés économiques ou les mouvements de protestation contre le gouvernement. Depuis la reprise des combats en 2015 entre l'armée turque et le Parti des travailleurs du Kurdistan, l'AKP et ses alliés d'extrême droite se sont vu reprocher de verser dans la xénophobie antikurde.

## Histoire

### Origines
L'AKP est issu du Parti de la vertu.
Le fondateur de l'AKP, Recep Tayyip Erdoğan, a commencé sa formation politique dans les années 1970 au sein de l'organisation de jeunesse du Parti du Salut National (Milli Selamet Partisi) fondé par Necmettin Erbakan.
Le Parti du bien-être, fondé par Necmettin Erbakan en 1983, est arrivé au pouvoir en 1996.
En réponse à la domination de l'Ouest au niveau international, Necmettin Erbakan estimait que le monde islamique devait mettre en place une structure parallèle avec un marché commun islamique, un équivalent islamique des Nations unies et de l'UNESCO et une monnaie unique islamique — le Dinar. Erbakan a initié la création du Developing-8 — sur le modèle du G8 — comprenant la Turquie, l'Iran, le Pakistan, l'Indonésie, la Malaisie, le Bangladesh et le Nigeria.
La politique étrangère du Parti du bien-être entendait offrir une alternative indépendante à l'alignement historique de la Turquie sur les États-Unis et l'Europe tout en donnant la priorité aux intérêts du pays et à ses valeurs culturelles, mais Erbakan n'a jamais eu les moyens de mettre en œuvre cette vision.
Malgré ses concessions politiques — notamment la signature d'un accord cadre de coopération militaire avec Israël — Erbakan est poussé à la démission par l'armée et la société civile lors du « coup d'État post-moderne » ; son parti est dissous par la Cour Constitutionnelle, le 16 janvier 1998, au motif qu’il était devenu un « centre d’activités contraires au principe de laïcité ».
À la suite de sa dissolution, le Parti du bien-être se reconstitue sous l'appellation de Parti de la vertu. Ce nouveau parti assure la transition entre les proches d'Erbakan et la jeune génération politique plus moderniste conduite par le futur fondateur de l'AKP Recep Tayyip Erdoğan. Ce dernier marque toutefois son éloignement de l'idéologie initiale en prônant le respect de la démocratie et en soutenant la candidature de la Turquie à l'Union européenne. Le Parti de la vertu enregistre un net recul lors des élections de 1999.
Le 22 juin 2001, la Cour constitutionnelle prononce la dissolution du Parti de la vertu considérant qu'il n'était qu'un avatar du Parti du bien-être et un noyau fondamentaliste islamique. La Cour ordonne également la confiscation des biens du parti et l'exclusion de deux de ses membres de la Grande Assemblée nationale.
Le 14 août 2001, le Parti de la justice et du développement (AKP) est créé par Recep Tayyip Erdoğan, autour des principaux leaders de l'ex-Parti de la vertu, avec des personnalités issues de la société civile ou de différents partis politiques comme le Parti de la mère patrie ou le Parti démocrate.
L'AKP réfute catégoriquement toutes les accusations le considérant comme conservateur, et déclare respecter la laïcité inscrite dans la Constitution. Il entretient des relations informelles avec et soutient les Frères musulmans
,. Deux manifestations kémalistes ont précédé l'élection présidentielle de 2007.
L'AKP est sorti vainqueur des élections législatives anticipées de juillet 2007 avec 46,47 % des voix.

### Recours devant la Cour constitutionnelle (2008)
En outre, la Cour constitutionnelle a été saisie d'une procédure d'interdiction de l'AKP, qu'elle a déclaré recevable en mars 2008, pour « atteinte à la laïcité », dont l'examen a débuté le 28 juillet 2008. Les milieux laïcs ayant déposé le recours lui reprochaient notamment de comploter contre la République kémaliste et la laïcité turque.
La Cour, dont la majorité des juges a été nommée par l'ancien président de la République, Ahmet Necdet Sezer, un ultra-laïque, a annulé en juin 2008 deux amendements, votés le 7 février 2008 par le Parlement turc,, autorisant le voile dans les universités (9 voix contre 2, sans motiver cette décision, contrairement à ce que prévoit loi),.
En juillet, l'AKP s'attendait à être dissoute, à l'instar du Parti du bien-être et du Parti de la vertu, fermés pour cause d'« activités anti-laïques », en 1998 et 2001, ce qui aurait ouvert une crise politique majeure en Turquie, ainsi qu'un précédent mondial (aucun parti au pouvoir n'ayant fait l'objet, jusqu'à présent, d'une telle procédure, bien que la Cour turque ait dissous 24 partis depuis 1962). 71 membres de l'AKP, dont le président de la République, Abdullah Gül, et le Premier ministre, Recep Tayyip Erdoğan, étaient menacés d'une interdiction de 5 ans d'appartenir à un parti politique, en raison de leurs déclarations au sujet du voile (dont Mehmet Elkatmış (en), député, poursuivi pour avoir affirmé : « L'interdiction du port du foulard est contraire aux droits de l'homme, personne n'a le droit de l'interdire »).
Dans le même temps, les arrestations se multipliaient dans les rangs ultra-nationalistes, 86 personnes, appartenant au réseau dit Ergenekon (proche de l'État profond) ayant été accusé, fin juillet 2008, de conspiration pour semer la terreur et renverser le régime. Les kémalistes accusaient le pouvoir d'avoir fait de ce second procès une riposte au premier. La tension était ainsi des plus vives, un attentat non revendiqué faisant en outre 16 morts à Istanbul le 27 juillet.
La Cour a néanmoins décidé, fin juillet 2008, de ne pas prononcer la dissolution de l'AKP (6 juges ont voté pour, sur 11, alors qu'il en fallait 7), tout en la condamnant financièrement pour « activités anti-laïques », en la privant de la moitié des 26 millions d'euros de subvention publique annuelle.
La décision de la Cour a sans doute été influencée par les mises en garde des États-Unis et de l'Union européenne (UE), s'opposant à une telle interdiction,. Le général Yaşar Büyükanıt, chef d'état-major des armées, a déclaré : « La position des forces armées turques sur la laïcité ne change pas. Ni avant moi, ni avec moi, ni après moi. » Selon Le Monde, l'UE et les laïques libéraux attendent pourtant une réforme de la Constitution, issue du coup d'État militaire de 1980, qui permettrait de limiter la possibilité de dissolution des partis politiques.

### Affaires de corruption
Le 25 décembre 2013, Recep Tayyip Erdoğan procède à un important remaniement ministériel qui affecte dix postes sur vingt-cinq de son gouvernement, à la suite d'opérations judiciaires et policières ayant mis au jour un possible réseau de corruption concernant des membres éminents de l'AKP et leurs proches. Même s'il s'en défend et dénonce un complot de l'étranger, le propre fils du Premier ministre est mis en cause dans ces affaires de corruption ; le procureur qui menait l'enquête à son sujet a pourtant été dessaisi du dossier, ce qui a provoqué l'indignation du Conseil supérieur des juges et des procureurs, Erdoğan étant accusé de vouloir étouffer l'affaire. Ces évènements ont également engendré des manifestations, l'effondrement de la livre turque à la Bourse d'Istanbul et compromet les chances du Premier ministre à l'approche des élections de 2014 et 2015. Par la suite, six députés démissionnent, une première dans l’histoire du parti, ne manquant pas au passage de critiquer le Premier ministre. Ertuğrul Günay, ancien ministre de la Culture dénonce ainsi « l'arrogance du gouvernement » alors qu'Erdoğan Bayraktar (tr), jusque-là député d'Ankara déclare : « un parti politique ne peut pas être géré comme s'il était la propriété d'une personne, particulièrement de M. Tayyip Erdoğan » et que d'autres demandent même sa démission.

### Élections législatives de 2015
N'ayant pas obtenu de majorité absolue pour la première fois depuis 2002 lors des élections législatives de juin 2015, l'AKP provoque de nouvelles élections en novembre de la même année.
Contrairement aux prédictions les instituts de sondage, l'AKP retrouve une majorité parlementaire. Pour Tancrède Josseran, la large victoire de l'AKP aux élections s'explique par sa capacité à rassembler la majorité turco-sunnite tout en parvenant à attirer les Kurdes dévots.

### Élections de 2018
En février 2018, en vue des élections législatives et de l'élection présidentielle de 2018, le MHP et l'AKP annoncent une coalition électorale, l'Alliance populaire. Ce rapprochement est notamment motivé par le besoin pour l'AKP de conquérir un nouvel électorat après la rupture de son alliance avec le mouvement Gülen et la perte de popularité auprès des Kurdes conservateurs en raison des offensives militaires déclenchées par le gouvernement dans les régions kurdes. Le journaliste Akram Belkaïd note que « le MHP n'a fait aucune concession en matières d'idées politiques pour conclure le pacte électoral. C'est l'inverse qui se produit. »
Le 3 mai 2018 est annoncée la candidature du président sortant Recep Tayyip Erdoğan. Il est réélu dès le premier tour de l’élection présidentielle anticipée de 2018, avec 52,6 % des voix. Dans le même temps, l'AKP remporte une majorité relative aux élections législatives et la majorité absolue avec le MHP dans le cadre de l'Alliance populaire. Recep Tayyip Erdoğan prête serment pour un deuxième mandat le 9 juillet 2018.

### Élections municipales de 2019
Lors des élections municipales du 31 mars 2019, l'AKP perd les villes d'Ankara et d'Istanbul, qu'il contrôlait depuis 15 ans, même si la perte de cette dernière est contestée par l'AKP et que dans ces deux villes le parti conserve la majorité des mairies de districts. L'élection à Istanbul, qu'Imamoglu avait emporté contre l'AKP, est finalement annulée en raison du faible écart de voix (13 729) et un nouveau vote se tient le 23 juin, qu'Ekrem Imamoglu, candidat de l'opposition, remporte à nouveau.  Alors qu'Imamoglu avait battu le candidat d'Erdogan par une faible marge de 13 729 voix, il remporte la nouvelle élection trois mois plus tard avec une énorme différence de 800 000 voix.
Près de 90 % des médias turcs sont proches de la ligne politique de l'AKP et relaient le discours gouvernemental.

### Élections de 2023
L’AKP remporte l'élection présidentielle de 2023 avec 2 millions de votes d’écart mais Erdoğan doit pour la première fois en passer par un second tour, face à Kemal Kılıçdaroğlu.

## Sociologie électorale
La base de l'électorat de l'AKP est constituée en grande partie d'électeurs conservateurs, ruraux, ouvriers et de la classe moyenne inférieure. Cette base a voté de manière fiable pour l'AKP élection après élection.

## Branche jeunesse
La branche jeunesse du parti, JAKP, compte 10 000 adhérents.
En France, des militants de l'AKP sont responsables d'actions d'intimidation visant la communauté kurde.

## Présidents généraux
| Président général    | Début        | Fin          | Durée              |
| -------------------- | ------------ | ------------ | ------------------ |
| Recep Tayyip Erdoğan | 14 août 2001 | 27 août 2014 | 13 ans et 13 jours |
| Ahmet Davutoğlu      | 27 août 2014 | 22 mai 2016  | 1 an et 269 jours  |
| Binali Yıldırım      | 22 mai 2016  | 21 mai 2017  | 364 jours          |
| Recep Tayyip Erdoğan | 21 mai 2017  | En fonction  | En fonction        |

## Résultats électoraux

### Élections législatives
| Année   | Voix       | %     | Rang | Sièges    | Résultat | Gouvernement                                      |
| ------- | ---------- | ----- | ---- | --------- | -------- | ------------------------------------------------- |
| 2002    | 10 762 131 | 34,28 | 1er  | 363 / 550 | Majorité | Gül (2002-2003) et Erdoğan I (2003-2007)          |
| 2007    | 16 340 534 | 46,66 | 1er  | 341 / 550 | Majorité | Erdoğan II                                        |
| 2011    | 21 399 082 | 49,83 | 1er  | 327 / 550 | Majorité | Erdoğan III et Davutoğlu I                        |
| 06/2015 | 18 867 411 | 40,87 | 1er  | 258 / 550 | Majorité | Davutoğlu II                                      |
| 11/2015 | 23 681 926 | 49,50 | 1er  | 317 / 550 | Majorité | Davutoğlu III (2015-2016) et Yıldırım (2016-2018) |
| 2018    | 21 335 579 | 42,56 | 1er  | 295 / 600 | Majorité | Erdoğan IV                                        |
| 2023    | 19 387 412 | 35,61 | 1er  | 268 / 600 | Majorité | Erdoğan V                                         |

### Élections présidentielles
| Année           | Candidat             | Premier tour | Premier tour | Second tour | Second tour | Résultat |
| Année           | Candidat             | Voix         | %            | Voix        | %           | Résultat |
| --------------- | -------------------- | ------------ | ------------ | ----------- | ----------- | -------- |
| 2007 (indirect) | Abdullah Gül         | 339 députés  | 80,10        |             |             | Élu      |
| 2014 (direct)   | Recep Tayyip Erdoğan | 21 000 260   | 51,79        | Élu         |             |          |
| 2018 (direct)   | Recep Tayyip Erdoğan | 26 325 188   | 52,59        | Élu         |             |          |
| 2023 (direct)   | Recep Tayyip Erdoğan | 27 088 360   | 49,52        | 27 834 692  | 52,18       | Élu      |

### Élections municipales
| Année | Dirigeant            | Voix       | %     | Provinces remportées | Rang |
| ----- | -------------------- | ---------- | ----- | -------------------- | ---- |
| 2004  | Recep Tayyip Erdoğan | 13 477 287 | 41,67 | 58 / 81              | 1er  |
| 2009  | Recep Tayyip Erdoğan | 15 353 553 | 38,39 | 45 / 81              | 1er  |
| 2014  | Recep Tayyip Erdoğan | 17 802 976 | 42,87 | 48 / 81              | 1er  |
| 2019  | Recep Tayyip Erdoğan | 17 963 564 | 42,51 | 39 / 81              | 1er  |
| 2024  | Recep Tayyip Erdoğan | 16 339 771 | 35,49 | 24 / 81              | 2e   |